# 巴盧欽
49°51′15″N 24°33′43″E / 49.85417°N 24.56194°E

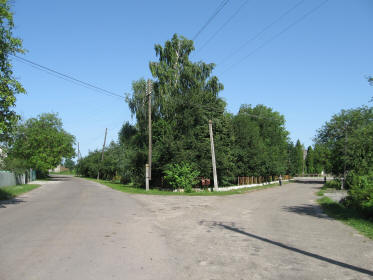

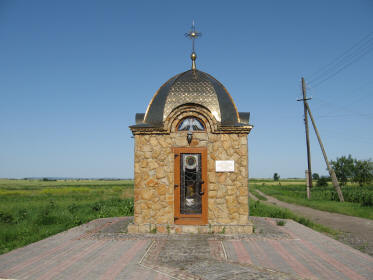

巴盧欽（烏克蘭語：Балучин），是烏克蘭西部的村莊，隸屬利維夫州的佐洛奇夫區。該村面積3.24平方公里，海拔高度230米，2020年人口608，人口密度每平方公里204.19人。